# Démographie de l'Équateur
La population de l'Équateur a des origines ethniques diverses. Les Métis (ceux qui ont des ancêtres espagnol et amérindien) sont de loin ceux qui ont le plus de poids démographique de toutes les ethnies équatorienne et constituent plus de 65 % de la population actuelle. Les amérindiens sont la deuxième ethnie avec aux alentours de 25 %. Les Européens et créoles, les descendants directs des colonisateurs espagnols, ne représentent que 7 % de la population. La minorité ayant la plus faible représentation sont les afroéquatoriens (les Mulattos et les Zambos) sont 3 %.
Bien qu'historiquement la population équatorienne fut encore concentrée dans les montagnes de la région de la Sierra (le haut pays du centre) il y a moins d'un siècle, la population est aujourd'hui assez équitablement répartie entre cette zone et la région de Costa (la plaine côtière).
La région de l'Oriente (la forêt amazonienne) est toujours très peu peuplée avec environ 3 % de la population sur environ la moitié du territoire, les peuples qui l'habitent sont ceux qui veulent rester à l'écart. Les noms de ces peuples sont Quechua, Shuar, Achuar, Huaorani, Siona, Secoya, Shiwiar, Zápara ou encore Cofan, ils appartiennent à la représentation politique, Confédération des Nationalités Indigènes de l’Équateur (Conaie). Depuis les années 1970, le gouvernement autorise les compagnies multinationales pétrolières à exploiter cette région, il autorise aussi la déforestation et par conséquent cela a pu pousser de nombreux indigènes à quitter la région.
Dans ce pays, l'exode rural vers les grandes villes est important, en moyenne le taux d'urbanisation est de 63 %.

## Évolution de la population

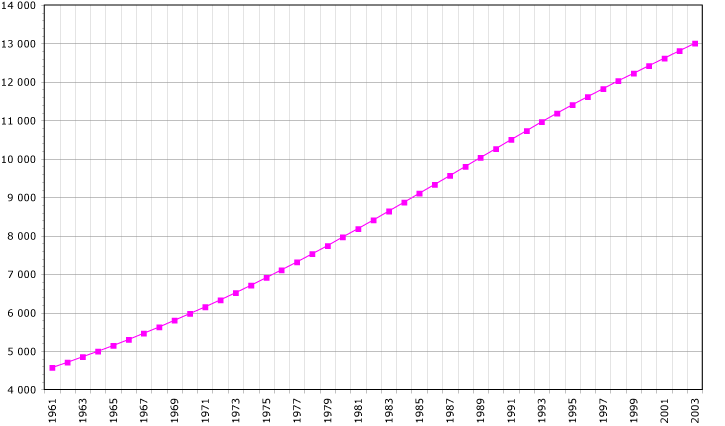
Évolution démographique